# Skymningslärka
Skymningslärka (Chersophilus duponti) är en skygg och mycket svårsedd lärka som förekommer på Iberiska halvön samt i Nordafrika. Sedan 2020 anses den vara utrotningshotad.

## Kännetecken

### Utseende

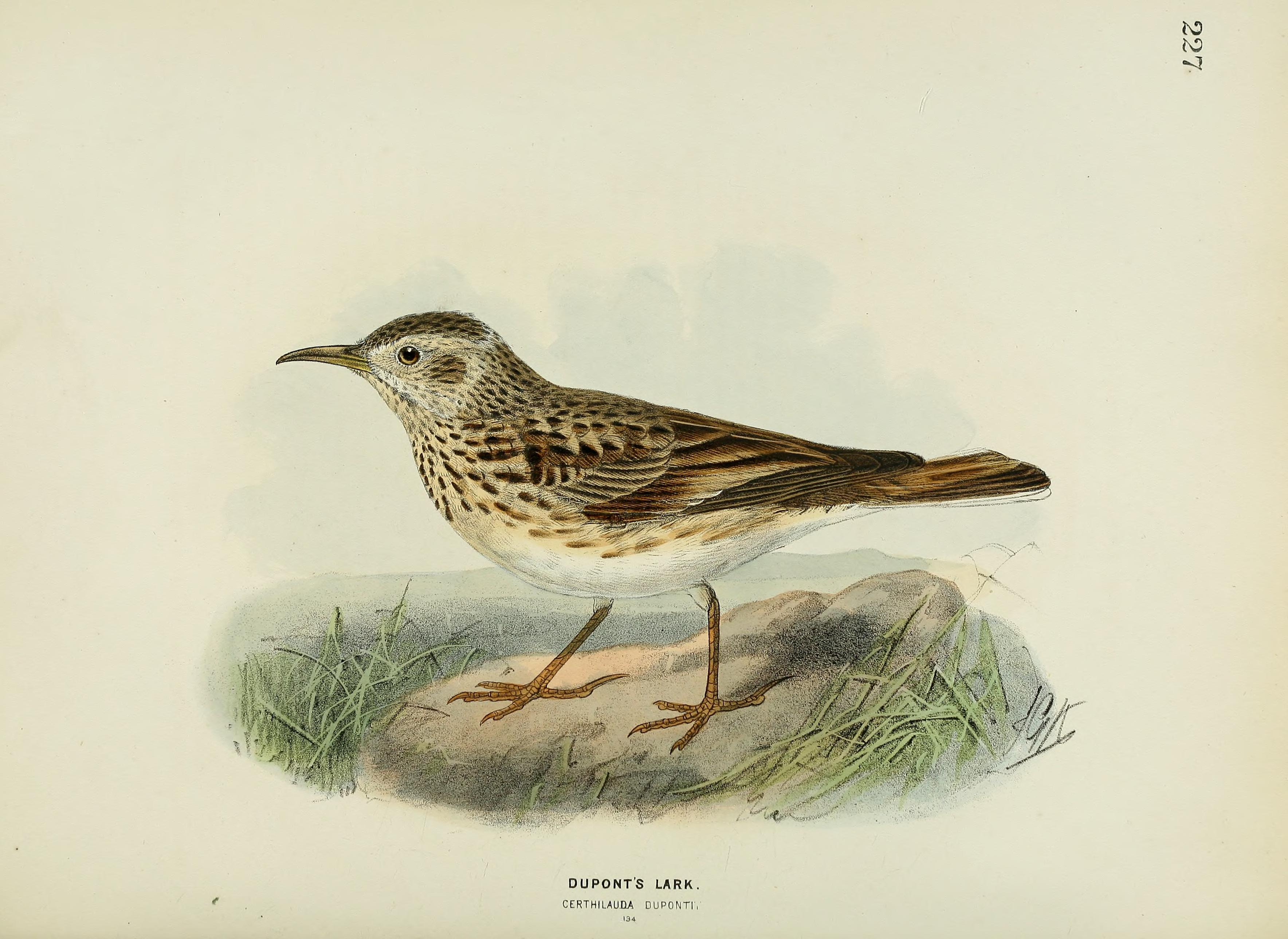

Liksom andra lärkor är skymningslärkan kryptiskt tecknad i brunt. Den är jämnstor med sånglärkan (17-18 centimeter) men relativt gracil med lång nacke, långa ben och lång, något nedböjd näbb. Den har liksom sånglärkan streckat bröst och vita stjärtsidor, men saknar vit vingbakkant, är något mörkare och har ett ljust streck på hjässan. Underarten margaritae har något längre näbb och är mer rödbrun i grundfärgen. Könen är lika.

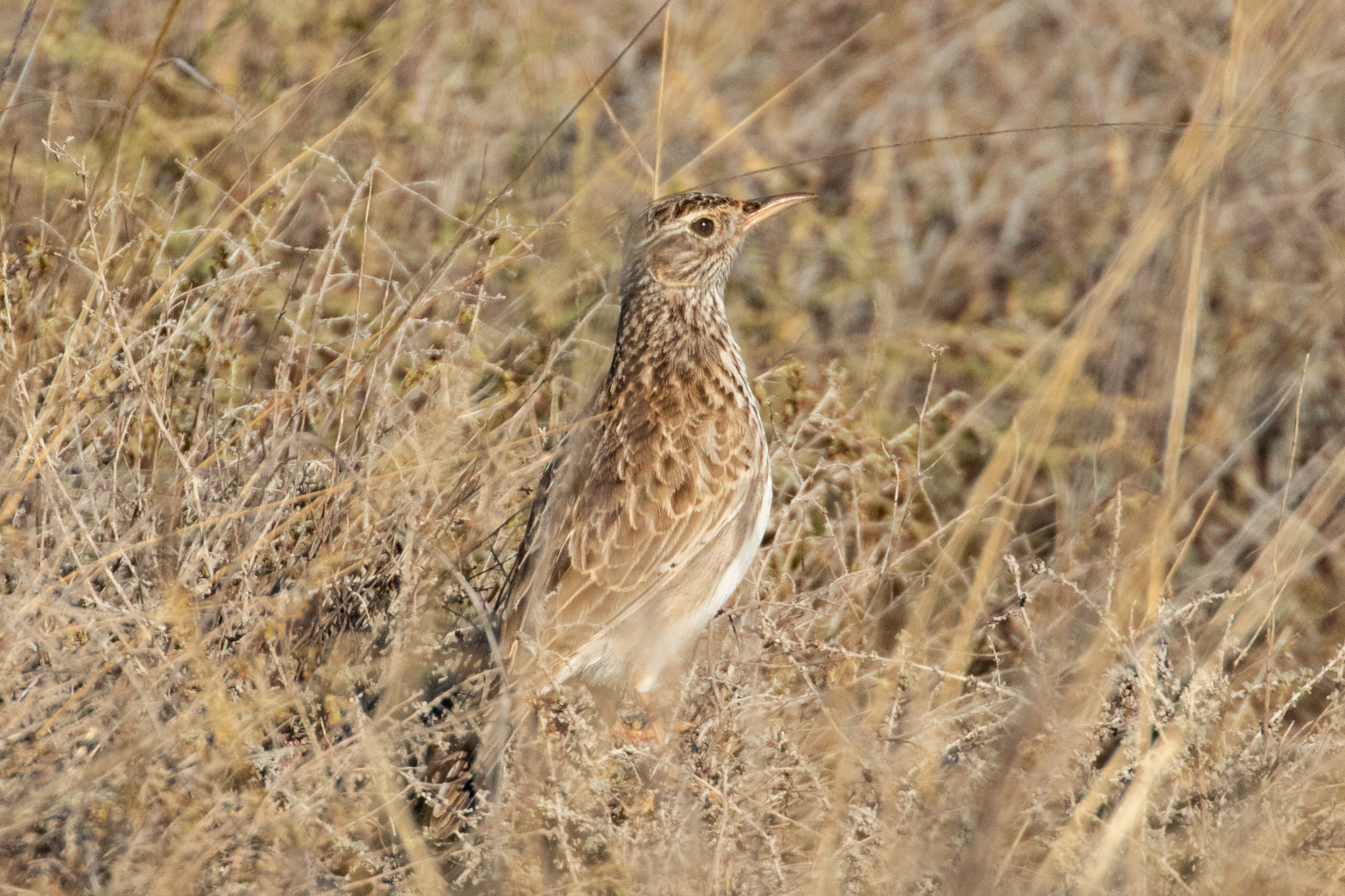

### Läte
Sången är en upprepad melankolisk, kort och nasal melodi som framförs i gryning och skymning, ofta i sångflykt på hög höjd, även nattetid. Lätet är förvånansvärt svårt att lokalisera.

## Utbredning och systematik
Skymningslärkan delas in i två underarter med följande utbredning:
- Chersophilus duponti duponti – förekommer på Iberiska halvön, i Marocko, i norra Algeriet och i nordvästra Tunisien
- Chersophilus duponti margaritae – förekommer från Algeriet (Atlasbergens södra sluttningar) till sydöstra Tunisien, norra Libyen och nordvästra Egypten

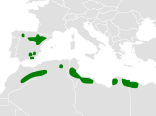
Skymningslärkans utbredningsområde.

DNA-studier visar förvånande nog att dess närmaste släkting är det mycket avvikande artparet arablärka och saharalärka i släktet Eremalauda.

## Levnadssätt
Skymningslärkan förekommer i öppen, sandig, halvöken eller stäpp med tuvor av gräs, såväl på högplatåer, i låglänta områden samt nära kusten. Utanför häckningstid har den även påträffats i sädesfält. Den är mycket skygg, med ryckiga och nervösa rörelser. Vid oro löper den raskt undan och undgår därmed lätt upptäckt. Skymningslärkan lägger tre till fyra ägg på marken, mellan mars och juli. Huvudsakliga födan är insekter och frön.

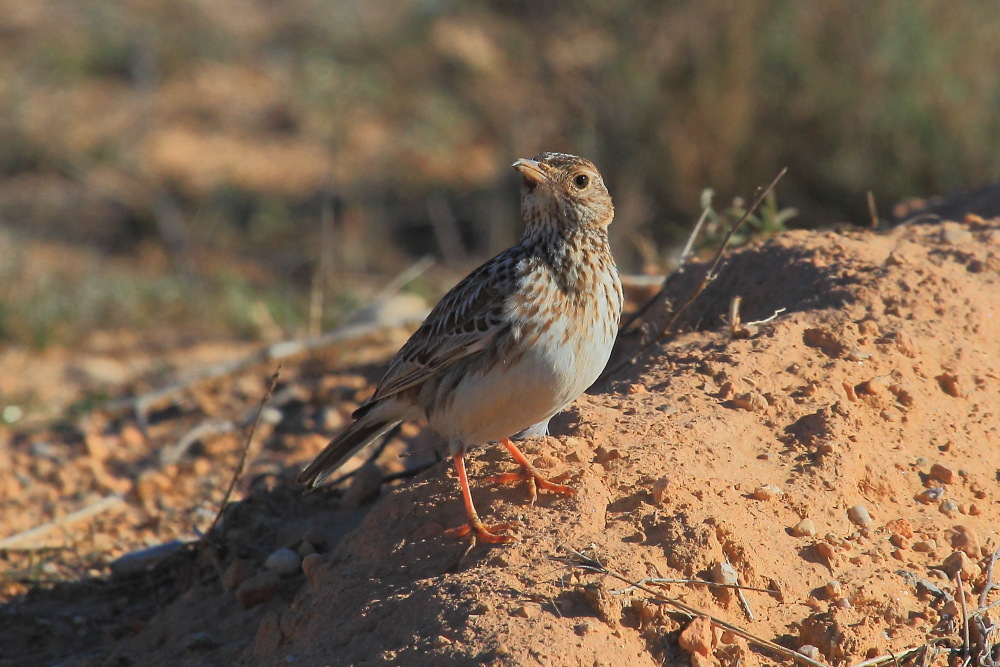

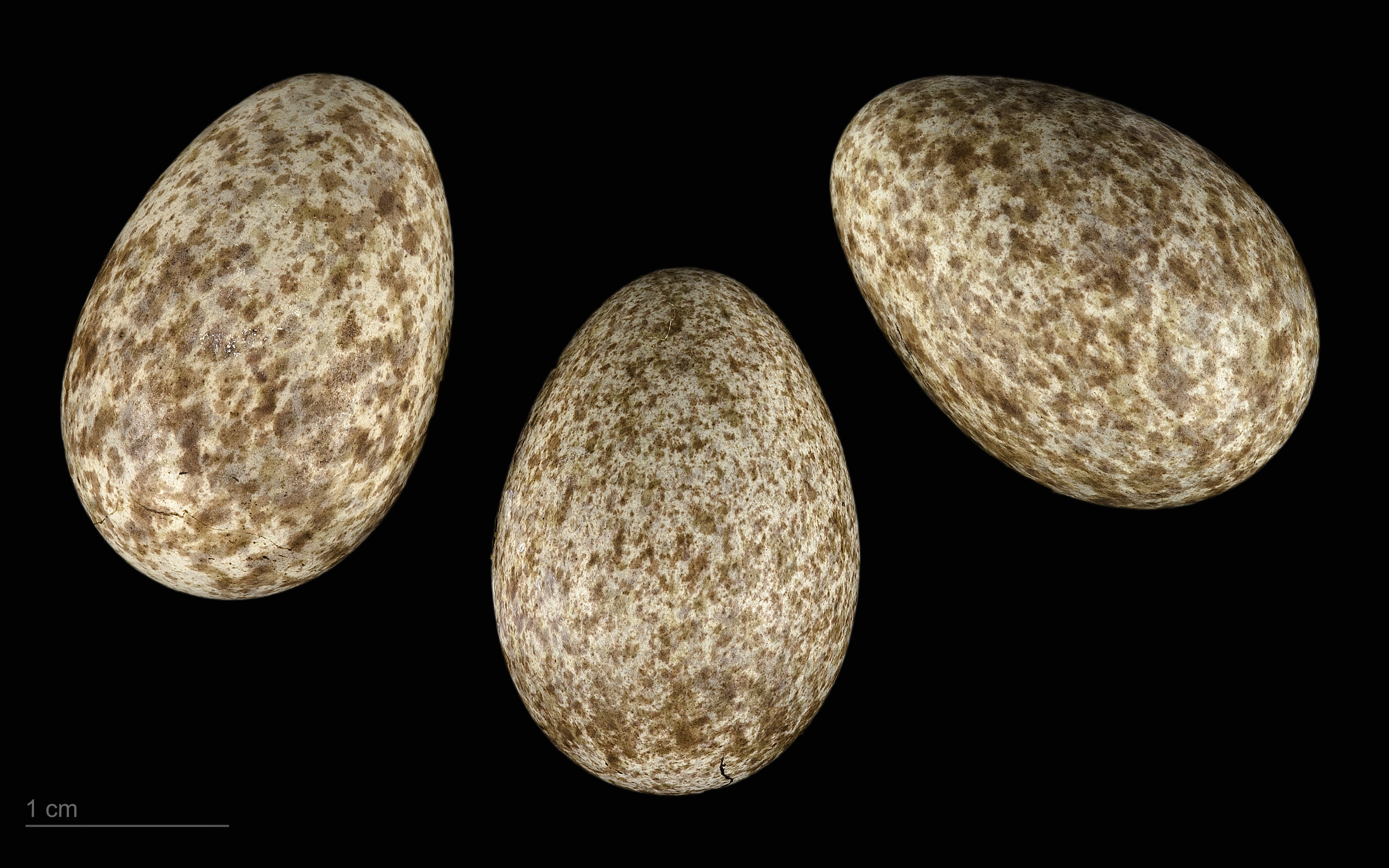
Ägg från skymningslärkans nominatform.

## Status och hot
Fram till 2020 kategoriserade internationella naturvårdsunionen IUCN arten som nära hotad, men har sedermera höjt hotstatusen till sårbar. Relativt kraftiga minskningar i antal har noterats i flera nyckelområden över hela utbredningsområdet, på grund av fragmentering och degradering av dess levnadsmiljö. I Marocko uppskattades populationen 2008 till 15 000 sjungande hanar,i Spanien 3 700–4 000 2018 Världspopulationen uppskattas till mellan 25 000 och 35 000 individer. I Spanien uppskattas den ha minskat med åtminstone 40 % mellan 2004 och 2015.

## Taxonomi och namn
Skymningslärka beskrevs ursprungligen av Louis Jean Pierre Vieillot 1820 som placerade den i släktet Alauda. Fågelns vetenskapliga artnamn hedrar Léonard Puech Dupont (1796-1828), fransk handlare i specimen och tidig kolibrikännare, som samlade in arten och visade den för Vieillot. Tidigare kallades den dupontlärka även på svenska, men tilldelades i juni 2025 ett nytt, mer deskriptivt namn av BirdLife Sveriges taxonomikommitté.